# Momento di inerzia
In meccanica classica, il momento di inerzia (detto anche momento polare o momento di secondo ordine o meno propriamente secondo momento d'inerzia) è una proprietà geometrica di un corpo, che misura l'inerzia del corpo al variare della sua velocità angolare, una grandezza fisica usata nella descrizione del moto dei corpi in rotazione attorno a un asse. Nei moti rotatori, il momento d'inerzia gioca il ruolo che ha la massa nei moti lineari. Possiede due forme: una forma scalare (spesso chiamata semplicemente momento di inerzia), usata quando si conosce esattamente l'asse di rotazione, e una forma tensoriale (detta tensore di inerzia), più generale, che non necessita della conoscenza dell'asse di rotazione.

## Introduzione
Il concetto fu introdotto da Eulero nel suo libro Theoria motus corporum solidorum seu rigidorum nel 1765. Il momento d'inerzia di un corpo rispetto a un dato asse descrive quanto è difficile cambiare il suo moto angolare attorno al proprio asse. Esistono due definizioni distinte di momento d'inerzia: il momento d'inerzia di massa, usato spesso in dinamica, indicato solitamente con {\displaystyle I} e il momento di inerzia di superficie, usato, ad esempio, nella scienza delle costruzioni, più spesso indicato con {\displaystyle J}.
Nel Sistema Internazionale l'unità di misura del momento di inerzia di massa è il {\textstyle \mathrm {kg} \cdot \mathrm {m} ^{2}} mentre per il momento di inerzia di superficie è il {\textstyle \mathrm {m} ^{4}}.

### Momento d'inerzia di massa
Il momento di inerzia di massa è definito come il secondo momento della massa rispetto alla posizione. Esso è funzione della geometria dell'oggetto in esame, in particolare di come è distribuita la massa al suo interno. Come esempio si considerino due dischi (A e B) della stessa massa. Il disco A ha un raggio più grande del disco B. Assumendo che abbiano spessore e massa distribuiti uniformemente, è più difficile accelerare il disco A (cambiare la sua velocità angolare) poiché la sua massa è distribuita in maniera tale da essere più distante del suo asse di rotazione: la massa che è più distante dall'asse deve avere, fissata la velocità angolare, velocità tangenziale maggiore, e quindi più energia rispetto alla massa che è più vicina al centro di rotazione. In questo caso il disco A ha un momento d'inerzia maggiore del disco B.

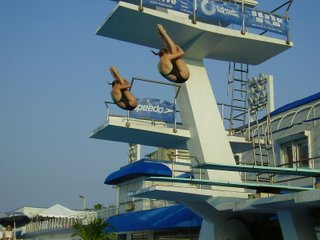
Tuffatrici che minimizzano il loro momento d'inerzia per aumentare la loro velocità di rotazione

Il momento d'inerzia nella sua forma scalare è utile per risolvere numerosi problemi, per esempio spiega perché oggetti diversi che rotolano (come sfere, cilindri o anelli) su un piano inclinato con attrito lo fanno con accelerazioni diverse. Per esempio un anello rotolerà più lentamente di un disco della stessa massa e raggio. Infatti la massa dell'anello è disposta lontano dal centro di rotazione e quindi, a parità di velocità, l'energia cinetica accumulata dal corpo è maggiore. Tuttavia, per problemi più complicati in cui l'asse di rotazione cambia, il trattamento scalare è inadeguato, per esempio nei giroscopi, satelliti e tutti gli oggetti il cui allineamento cambia.

### Momento d'inerzia di superficie
Il momento di inerzia di superficie delle figure piane rispetto a un asse è utilizzato frequentemente nell'ingegneria civile e nell'ingegneria meccanica. Infatti esso è direttamente correlato alla resistenza della sezione di un elemento soggetto a flessione rispetto ai carichi ortogonali all'asse di riferimento. In pratica il momento d'inerzia è una grandezza che indica la resistenza di una figura piana a ruotare rispetto a un asse di riferimento: maggiore è il momento d'inerzia, minore è l'attitudine a ruotare che mostrerà la sezione.
Il caso tipico è quello della trave. Se le forze sulla trave hanno direzione y, si calcola il momento di inerzia della sezione secondo l'asse x (ortogonale a y) passante per il baricentro della sezione della trave. In pratica, a parità di materiale, quanto più è elevato il momento di inerzia tanto più risulta resistente la trave. Inoltre, quanto più il materiale è lontano dall'asse passante per il suo baricentro, tanto più aumenta il momento di inerzia. Per accorgersene è sufficiente constatare che nelle formule seguenti per il calcolo del momento di inerzia l'altezza h delle diverse figure è con esponente 3. Le travi in acciaio presentano spesso una sezione a I (profilati IPE, o NP), oppure a H (profilati HE), proprio per sfruttare il più possibile il materiale ponendolo lontano dal baricentro della sezione.
Anche nell'architettura navale (che è una branca dell'ingegneria e non di quella che oggi è l'architettura) il momento d'inerzia di superficie viene utilizzato per determinare il metacentro dei galleggianti. Esiste anche un'analogia tra la statica della nave e la trave pressoflessa. 

## Momento d'inerzia scalare
La forma scalare {\displaystyle I} può essere calcolata per ogni asse dalla forma tensoriale {\displaystyle {\underline {\underline {\mathbf {I} }}}} usando il prodotto scalare:
{\displaystyle I={\hat {\mathbf {n} }}\cdot {\underline {\underline {\mathbf {I} }}}\cdot {\hat {\mathbf {n} }}=\sum _{i=1}^{3}\sum _{j=1}^{3}n_{i}I_{ij}n_{j}}
dove la sommatoria è sui tre assi delle coordinate cartesiane.

### Sistema di punti materiali
Sia {\displaystyle {\hat {z}}} l'asse di rotazione fisso di un sistema di n punti materiali. Indichiamo con {\displaystyle (r_{i})_{i=1,\dots ,n}} le distanze di tali punti dall'asse di rotazione e con {\displaystyle m_{i}} le loro masse. In questo caso il momento di inerzia rispetto all'asse {\displaystyle {\hat {z}}} è definito come:
{\displaystyle I_{\hat {z}}=\sum _{i=1}^{n}m_{i}r_{i}^{2}}
Si può notare che i punti materiali che si trovano più lontani dall'asse di rotazione danno un maggiore contributo. Utilizzando il momento di inerzia è possibile esprimere in modo semplice il momento angolare di un sistema di {\displaystyle n} particelle che si comporta come un corpo rigido, in cui cioè le distanze reciproche tra i punti materiali non variano. Indicando con {\displaystyle v_{i}} le velocità tangenziali delle particelle e con {\displaystyle {\boldsymbol {\omega }}} la loro velocità angolare, che è uguale per tutti i punti se il corpo è rigido:
{\displaystyle \mathbf {L} _{\hat {z}}=\sum _{i=1}^{n}m_{i}r_{i}v_{i}=\sum _{i=1}^{n}m_{i}r_{i}^{2}{\boldsymbol {\omega }}=\left(\sum _{i=1}^{n}m_{i}r_{i}^{2}\right){\boldsymbol {\omega }}=I_{\hat {z}}{\boldsymbol {\omega }}}
In modo analogo l'energia cinetica del corpo rotante è:
{\displaystyle E_{k}={\frac {1}{2}}\sum _{i=1}^{n}m_{i}v_{i}^{2}={\frac {1}{2}}\sum _{i=1}^{n}m_{i}r_{i}^{2}\omega ^{2}={\frac {1}{2}}\left(\sum _{i=1}^{n}m_{i}r_{i}^{2}\right)\omega ^{2}={\frac {1}{2}}I_{z}\omega ^{2}}

### Corpo rigido

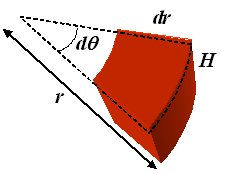

È possibile estendere la definizione di momento di inerzia di massa anche a un corpo rigido di volume {\displaystyle V}, se si considera tale corpo come un sistema di punti materiali, ciascuno caratterizzato da un volume {\displaystyle \Delta V} e una massa {\displaystyle \Delta m=\rho \Delta V} (dove {\displaystyle \rho } è la densità); in tale caso il contributo di momento di tale elemento di volume al momento di inerzia totale è dato da {\displaystyle \Delta I_{z}=\rho \Delta Vr^{2}} (essendo {\displaystyle r} la distanza dell'elemento dall'asse di rotazione). Il momento di inerzia si ottiene allora sommando tutti i contributi e passando al continuo, cioè per {\displaystyle \Delta V\to 0}:
{\displaystyle I_{\hat {z}}=\int _{V}\rho r^{2}\mathrm {d} V}
Se il corpo è omogeneo (la sua densità è quindi una funzione costante) ed è caratterizzato da particolari simmetrie, allora il calcolo dell'integrale risulta particolarmente semplice.

## Tensore d'inerzia
L'energia cinetica di un corpo in rotazione risulta essere una forma quadratica omogenea delle componenti del vettore velocità angolare. In generale si potrà allora scrivere:
{\displaystyle T={\frac {1}{2}}I_{ij}\omega ^{i}\omega ^{j}}
in cui si intende la sommatoria rispetto agli indici ripetuti. Per mostrare che {\displaystyle I_{ij}} è un tensore covariante del secondo ordine è necessario mostrare che esso si trasforma come un vettore del suo genere. Tale verifica è però banale, in quanto l'energia cinetica è uno scalare, ed è pertanto invariante per un cambio di coordinate:
{\displaystyle {\frac {1}{2}}I_{ij}\omega ^{i}\omega ^{j}={\frac {1}{2}}{\overline {I}}_{kl}{\overline {\omega }}^{k}{\overline {\omega }}^{l}}
Per le leggi di trasformazione del vettore {\displaystyle \omega } la precedente diventa:
{\displaystyle I_{ij}\omega ^{i}\omega ^{j}={\overline {I}}_{kl}{\frac {\partial {\overline {x}}^{k}}{\partial x^{i}}}\omega ^{i}{\frac {\partial {\overline {x}}^{l}}{\partial x^{j}}}\omega ^{j}}
Da questa è ora facile far discendere che:
{\displaystyle {\overline {I}}_{kl}=I_{ij}{\frac {\partial x^{i}}{\partial {\overline {x}}^{k}}}{\frac {\partial x^{j}}{\partial {\overline {x}}^{l}}}}
ovvero che {\displaystyle I_{ij}} è un tensore covariante del secondo ordine.
Uno stesso oggetto può avere differenti momenti di inerzia a seconda dell'asse di rotazione. Per esempio, tre momenti di inerzia associati ai tre assi cartesiani {\displaystyle (x,y,z)} non sono necessariamente uguali a causa della non simmetria dell'oggetto:
{\displaystyle I_{xx}=\;} momento di inerzia lungo la linea attraverso il centro di massa e parallela all'asse x
{\displaystyle I_{yy}=\;} momento di inerzia lungo la linea attraverso il centro di massa e parallela all'asse y
{\displaystyle I_{zz}=\;} momento di inerzia lungo la linea attraverso il centro di massa e parallela all'asse z
Una sfera a densità costante avrà momenti uguali qualsiasi asse di rotazione passante per il centro della sfera sia considerato. Per un cubo {\displaystyle I_{xx}=I_{yy}=I_{zz}} se è allineato con gli assi.
Le quantità {\displaystyle I_{xx}}, {\displaystyle I_{yy}}, {\displaystyle I_{zz}} fanno parte del tensore momento di inerzia {\displaystyle I} le cui componenti sono definite come:
{\displaystyle I_{ij}=\sum _{l,k}m_{l}((x_{l})_{k}(x_{l})_{k}\delta _{ij}-(x_{l})_{i}(x_{l})_{j})}
dove l'indice {\displaystyle l} denota la componente l-esima della distribuzione di masse e {\displaystyle \delta _{ij}} è il delta di Kronecker.
Se la massa {\displaystyle m} è unica e omogenea le componenti del momento di inerzia si esprimono come:
{\displaystyle I_{ij}=m\left(x_{k}x_{k}\delta _{ij}-x_{i}x_{j}\right)}
In termini matriciali è anche:
{\displaystyle {\bar {\bar {I}}}=\sum _{i=1}^{N}m_{i}{\begin{bmatrix}(y_{i}^{2}+z_{i}^{2})&-x_{i}y_{i}&-x_{i}z_{i}\\-x_{i}y_{i}&(x_{i}^{2}+z_{i}^{2})&-y_{i}z_{i}\\-x_{i}z_{i}&-y_{i}z_{i}&(x_{i}^{2}+y_{i}^{2})\end{bmatrix}}}
per un sistema di {\displaystyle n} punti con massa {\displaystyle m_{i}} individuati dalle coordinate cartesiane {\displaystyle (x_{i},y_{i},z_{i})}. Poiché questo tensore è una matrice reale simmetrica, per il teorema spettrale è possibile trovare un sistema di coordinate cartesiane (una base ortonormale) rispetto al quale la matrice è diagonale:
{\displaystyle {\bar {\bar {I}}}={\begin{bmatrix}I_{1}&0&0\\0&I_{2}&0\\0&0&I_{3}\end{bmatrix}}}
dove gli assi (gli autovettori della matrice) sono chiamati "assi principali" e le costanti {\displaystyle I_{1}}, {\displaystyle I_{2}} e {\displaystyle I_{3}} (gli autovalori) sono chiamati "momenti principali di inerzia" e sono usualmente ordinati in ordine crescente:
{\displaystyle I_{1}\leq I_{2}\leq I_{3}}
Chiamando i vettori unitari lungo gli assi principali {\displaystyle ({\bar {1}}_{1},{\bar {1}}_{2},{\bar {1}}_{3})} in quanto righe della matrice identità tridimensionale, la rotazione intorno a quello degli assi principali d'inerzia per il quale il momento d'inerzia non è né massimo, né minimo, non è stabile. Per un solido di rotazione omogeneo l'asse di rotazione è un asse principale d'inerzia.
Il momento d'inerzia rispetto a un qualunque asse passante per il centro di massa si può anche esprimere come la distanza dal centro alla quale tale asse interseca la superficie di un ellissoide i cui semiassi, orientati lungo gli assi principali, sono lunghi {\displaystyle 1/{\sqrt {I_{1}}}}, {\displaystyle 1/{\sqrt {I_{2}}}}, {\displaystyle 1/{\sqrt {I_{3}}}} . Tale ellissoide è detto "ellissoide d'inerzia".

### Impiego in meccanica
Usando il tensore {\displaystyle {\underline {\underline {\mathbf {I} }}}}, si possono esprimere:
- Il momento angolare: {\displaystyle \mathbf {L} ={\underline {\underline {\mathbf {I} }}}\cdot {\boldsymbol {\omega }}}

- Il momento meccanico: {\displaystyle \mathbf {M} ={\underline {\underline {\mathbf {I} }}}\cdot {\boldsymbol {\alpha }}+{\boldsymbol {\omega }}\times \left({\underline {\underline {\mathbf {I} }}}\cdot {\boldsymbol {\omega }}\right)}

- L'energia cinetica rotazionale: {\displaystyle T={\frac {1}{2}}I_{ij}\omega _{i}\omega _{j}}

Per dimostrare queste equazioni si utilizzano il prodotto tensoriale e l'identità di Lagrange.
L'energia potenziale rotazionale infine esiste se e solo se:
{\displaystyle (\nabla _{\theta }\times {\underline {\underline {\mathbf {I} }}})\cdot {\boldsymbol {\alpha }}+{\underline {\underline {\mathbf {I} }}}\cdot (\nabla _{\theta }\times {\boldsymbol {\alpha }})+(\nabla _{\theta }\times {\underline {\underline {\boldsymbol {\Omega }}}})\cdot {\underline {\underline {\mathbf {I} }}}\cdot {\boldsymbol {\omega }}+{\underline {\underline {\boldsymbol {\Omega }}}}\cdot (\nabla _{\theta }\times {\underline {\underline {\mathbf {I} }}})\cdot {\boldsymbol {\omega }}+{\underline {\underline {\boldsymbol {\Omega }}}}\cdot {\underline {\underline {\mathbf {I} }}}\cdot (\nabla _{\theta }\times {\boldsymbol {\omega }})=0}

## Teorema di Huygens-Steiner
Il momento rispetto a un asse {\displaystyle z}, parallelo a un altro {\displaystyle c} passante per il centro di massa, si ottiene sommando al momento di inerzia rispetto a {\displaystyle c} il prodotto tra la massa del corpo e la distanza al quadrato tra gli assi {\displaystyle c} e {\displaystyle z}.
{\displaystyle I_{z}=I_{\text{cm}}+Md^{2}}

## Teorema degli assi perpendicolari
Considerata una figura piana con distribuzione di massa bidimensionale, allora il momento di inerzia attorno all'asse perpendicolare al piano su cui giace la figura è pari alla somma dei momenti di inerzia attorno agli assi che definiscono il piano. Ad esempio, se la figura giace sul piano x-y:
{\displaystyle I_{z}=I_{x}+I_{y}}

## Calcolo del momento di inerzia

### Momento di inerzia di massa per solidi omogenei
Di seguito verranno calcolati i momenti di inerzia, rispetto all'asse di simmetria passante per il centro di massa, di alcuni solidi omogenei notevoli di densità volumetrica pari a {\displaystyle \rho }. 

#### Momento d'inerzia del cilindro
Si consideri un cilindro di massa {\displaystyle M}, raggio {\displaystyle R} e altezza {\displaystyle H}, per cui {\displaystyle M=\rho \pi R^{2}H}. La misura del generico elemento di volume è data da {\displaystyle Hr\,\mathrm {d} \theta \,\mathrm {d} r} e il momento di inerzia rispetto all'asse del cilindro è dato da:
{\displaystyle {\begin{aligned}I_{\hat {z}}&=\int _{0}^{R}\rho r^{2}Hr2\pi \;\mathrm {d} r\\&=2\pi \rho H\int _{0}^{R}r^{3}\;\mathrm {d} r\\&={\frac {\pi \rho HR^{4}}{2}}\\&={\frac {1}{2}}MR^{2}\end{aligned}}}

#### Momento d'inerzia del cono
Per calcolare il momento d'inerzia di un cono si consideri il momento finale come la somma dei momenti di inerzia dei dischi con altezza infinitesima {\displaystyle \mathrm {d} z}, fissando l'origine del sistema di riferimento alla punta del cono orientato verso il basso. Il raggio del singolo disco varia linearmente al variare di {\displaystyle z} secondo il rapporto {\displaystyle R}, raggio di base, diviso {\displaystyle h}, altezza cono. L'elemento infinitesimo di massa lo si calcola utilizzando {\displaystyle \rho } moltiplicato per il volume del cilindro di altezza {\displaystyle \mathrm {d} z}. Integrando il momento di inerzia del disco da 0 a {\displaystyle h} si ottiene il risultato finale.
{\displaystyle \mathrm {d} I={\frac {r^{2}}{2}}\;\mathrm {d} m\qquad \mathrm {d} m=\rho \pi r^{2}\;\mathrm {d} z\qquad r={\frac {R}{h}}z}
{\displaystyle {\begin{aligned}I&={\frac {\rho \pi }{2}}\int _{0}^{h}{\frac {R^{4}}{h^{4}}}z^{4}\;\mathrm {d} z\\&={\frac {\rho \pi R^{4}}{2h^{4}}}{\frac {h^{5}}{5}}\\&={\frac {3M}{\pi R^{2}h}}{\frac {\pi R^{4}}{2h^{4}}}{\frac {h^{5}}{5}}\\&={\frac {3}{10}}MR^{2}\end{aligned}}}

#### Momento di inerzia della sfera
Il momento d'inerzia di una sfera si ottiene sommando i momenti di inerzia dei dischi di spessore infinitesimo {\displaystyle \mathrm {d} x}, fissando l'origine del sistema di riferimento al centro della sfera orientato verso l'alto. Il raggio del singolo disco varia secondo la funzione che descrive un arco di circonferenza nel primo quadrante, da un minimo di 0, con {\displaystyle x=R}, raggio della sfera, a un massimo di {\displaystyle R} stesso. L'elemento infinitesimo di massa è ottenuto utilizzando {\displaystyle \rho } moltiplicato per il volume del cilindro di altezza {\displaystyle dx}. Integrando il momento di inerzia del disco da {\displaystyle -R} a {\displaystyle R} si ottiene il risultato finale.
{\displaystyle {\begin{aligned}&\mathrm {d} I={\frac {r^{2}}{2}}\;\mathrm {d} m\qquad &\mathrm {d} m=\rho \pi r^{2}\;\mathrm {d} x\\&r={\sqrt {R^{2}-x^{2}}}&\rho ={\frac {M}{{\frac {4}{3}}\pi R^{3}}}\end{aligned}}}
{\displaystyle {\begin{aligned}I&=\int _{-R}^{R}{\frac {\rho \pi }{2}}\left(R^{2}-x^{2}\right)^{2}\mathop {\mathrm {d} x} \\&={\frac {\rho \pi }{2}}\int _{-R}^{R}\left(R^{4}-2R^{2}x^{2}+x^{4}\right)\mathop {\mathrm {d} x} \\&={\frac {\rho \pi }{2}}\left[{\bigg [}R^{4}x{\bigg ]}_{-R}^{R}-{\bigg [}{\frac {2R^{2}x^{3}}{3}}{\bigg ]}_{-R}^{R}+{\bigg [}{\frac {x^{5}}{5}}{\bigg ]}_{-R}^{R}\right]\\&={\frac {3M}{4\pi R^{3}}}{\frac {\pi }{2}}\left[2R^{5}-{\frac {4}{3}}R^{5}+{\frac {2}{5}}R^{5}\right]\\&={\frac {3M}{8R^{3}}}\left[{\frac {30R^{5}-20R^{5}+6R^{5}}{15}}\right]\\&={\frac {3M}{8R^{3}}}{\frac {16R^{5}}{15}}\\&={\frac {2}{5}}MR^{2}\end{aligned}}}

#### Momento di inerzia del parallelepipedo
Tenendo conto solamente della definizione del momento di inerzia e della densità {\displaystyle \rho }, il momento d'inerzia di un parallelepipedo, calcolato rispetto all'asse {\displaystyle {\hat {z}}} passante per il baricentro del parallelepipedo, è pari a:
{\displaystyle {\begin{aligned}I&=\int _{V}\rho r^{2}\operatorname {\mathop {\mathrm {d} r} } ^{3}\\&=\rho \int _{-a/2}^{a/2}\int _{-b/2}^{b/2}\int _{-{\frac {c}{2}}}^{\frac {c}{2}}(x^{2}+y^{2})\mathop {\mathrm {d} x} \mathop {\mathrm {d} y} \mathop {\mathrm {d} z} \\&=c\rho \int _{-a/2}^{a/2}\left[x^{2}y+{\frac {y^{3}}{3}}\right]_{-b/2}^{b/2}\mathop {\mathrm {d} x} \\&=c\rho \int _{-a/2}^{a/2}\left(x^{2}b+{\frac {b^{3}}{12}}\right)\mathop {\mathrm {d} x} \\&=c\rho \left[{\frac {x^{3}}{3}}b+x{\frac {b^{3}}{12}}\right]_{-a/2}^{a/2}\\&=abc\rho \left({\frac {a^{2}}{12}}+{\frac {b^{2}}{12}}\right)\\&=M\left({\frac {a^{2}}{12}}+{\frac {b^{2}}{12}}\right)\end{aligned}}}

### Momento di inerzia di superficie per figure geometriche piane
Considerate figure geometriche piane a densità superficiale costante, per la distributività dei sistemi materiali, sia discreti che continui, e del momento d'inerzia è possibile calcolare il momento d'inerzia di tale sezioni, anche se divise in sottosistemi o in mancanza di simmetria evidenti. Consideriamo la massa totale del sistema come la somma delle rispettive masse dei sottosistemi, applicate nei rispettivi baricentri. allora la massa che è {\displaystyle \iint \limits _{C}\rho (P)dc} in caso di sistema continuo, dove C è la configurazione del sistema nel piano {\displaystyle R^{2}}o {\displaystyle \sum _{k=1}^{n}m_{k}} nel caso di un sistema discreto di n punti materiali {\displaystyle \Sigma ={(P_{i},m_{i})}} diventa {\displaystyle \rho (mis(C))}. Ciò detto vale sia se il sistema è un sistema somma sia se il sistema è un sistema differenza.

Il momento d'inerzia rispetto ad un asse x di una terna Oxyz è dato da: {\displaystyle \rho \iint \limits _{C}y^{2}dydx}. Ciò vale anche per gli altri 2 assi ricordando che per il teorema degli assi perpendicolari {\displaystyle I_{z}=I_{x}+I_{y}}. 
Se si conosce il momento d'inerzia rispetto ad un asse baricentrale e si vuole calcolare il momento rispetto ad un asse parallelo bisognerà applicare il teorema di Huygens-Steiner: il momento rispetto ad un asse x parallelo a quello baricentrale sarà:  {\displaystyle \rho \iint \limits _{C}y^{2}dydx+\rho (misC)y_{0}^{2}} e lo stesso vale per gli altri assi della terna non baricentrale a patto che essa sia parallela alla prima.

Altrimenti bisogna usare la legge di variazione del momento d'inerzia per rette parallele {\displaystyle I_{r}=I_{s}+\rho Area(d_{r}^{2}-d^{2}s)} dove r è una retta meno distante dal baricentro rispetto a s.
In alternativa esiste la legge di variazione del momento d'inerzia rispetto ad una retta r qualunque appartenente ad una stella di rette di punto proprio.

Il momento d'inerzia totale rispetto ad un asse di un sistema complesso in mancanza di simmetrie è dato dalla somma o dalla differenza dei momenti d'inerzia dei sottosistemi in cui è stato diviso il sistema iniziale per la proprietà distributiva del momento d'inerzia

#### Momenti di inerzia di superficie delle sezioni più comuni
I momenti di inerzia sono calcolati rispetto all'asse orizzontale baricentrale, ovvero l'asse {\displaystyle x}, e, in particolare, quelli del rettangolo e del triangolo anche rispetto a un asse parallelo a quello baricentrale tramite il teorema di Huygens-Steiner. La densità degli oggetti è da considerarsi unitaria.
| Rettangolo:                                    |
| {\displaystyle J_{11}={\frac {bh^{3}}{12}}}    |
| {\displaystyle J_{11}={\frac {bh^{3}}{3}}}     |
| Triangolo:                                     |
| {\displaystyle J_{11}={\frac {bh^{3}}{36}}}    |
| {\displaystyle J_{11}={\frac {bh^{3}}{12}}}    |
| Cerchio:                                       |
| {\displaystyle J_{11}={\frac {\pi r^{4}}{4}}}  |
| Ellisse:                                       |
| {\displaystyle J_{11}={\frac {\pi ab^{3}}{4}}} |

#### Momento di inerzia di un poligono
Si consideri un poligono {\displaystyle {\vec {P}}} contenuto nel piano x y, avente n vertici di coordinate {\displaystyle (x_{i}\;,y_{i})}, si considerino inoltre i vettori {\displaystyle P_{i}\equiv (x_{i}\;,y_{i})}, attraverso la formula dell'area di Gauss, si dimostra che numerando i vertici in modo che il generico vertice i sia adiacente al vertice i+1 l'area è data da:
{\displaystyle A={\frac {1}{2}}\sum _{i=1}^{n}|{\vec {P}}_{i}\times {\vec {P}}_{i+1}|={\frac {1}{2}}\sum _{i=1}^{n}(x_{i}\cdot y_{i+1}-x_{i+1}\cdot y_{i})}
dove con l'operazione {\displaystyle |{\vec {P_{i}}}\times {\vec {P_{i+1}}}|} si intende la norma con il segno del vettore risultante dal prodotto vettoriale tra {\displaystyle {\vec {P_{i}}}} e {\displaystyle {\vec {P_{i+1}}}} e inoltre per convenzione si assume che:
{\displaystyle (x_{n+1}\;,y_{n+1})=(x_{1}\;,y_{1})}
I momenti di inerzia di un generico poligono di n vertici rispetto agli assi x e y saranno rispettivamente:
{\displaystyle {\begin{aligned}J_{x}&=\sum _{i=1}^{n}|{\vec {P}}_{i}\times {\vec {P}}_{i+1}|{\frac {y_{i}^{2}+y_{i}\cdot y_{i+1}+y_{i+1}^{2}}{12}}\\&=\sum _{i=1}^{n}(x_{i}\cdot y_{i+1}-x_{i+1}\cdot y_{i}){\frac {y_{i}^{2}+y_{i}\cdot y_{i+1}+y_{i+1}^{2}}{12}}\end{aligned}}}
{\displaystyle {\begin{aligned}J_{y}&=\sum _{i=1}^{n}|{\vec {P}}_{i}\times {\vec {P}}_{i+1}|{\frac {x_{i}^{2}+x_{i}\cdot x_{i+1}+x_{i+1}^{2}}{12}}\\&=\sum _{i=1}^{n}(x_{i}\cdot y_{i+1}-x_{i+1}\cdot y_{i}){\frac {x_{i}^{2}+x_{i}\cdot x_{i+1}+x_{i+1}^{2}}{12}}\end{aligned}}}
{\displaystyle {\begin{aligned}J_{xy}&=\sum _{i=1}^{n}|{\vec {P}}_{i}\times {\vec {P}}_{i+1}|{\frac {x_{i}\cdot y_{i+1}+2x_{i}\cdot y_{i}+2x_{i+1}\cdot y_{i+1}+x_{i+1}\cdot y_{i}}{24}}\\&=\sum _{i=1}^{n}(x_{i}\cdot y_{i+1}-x_{i+1}\cdot y_{i}){\frac {x_{i}\cdot y_{i+1}+2x_{i}\cdot y_{i}+2x_{i+1}\cdot y_{i+1}+x_{i+1}\cdot y_{i}}{24}}\end{aligned}}}
Analogamente per un prisma retto di altezza {\displaystyle h} avente come base un poligono contenuto nel piano x y avremo che i rispettivi momenti di inerzia sono:
{\displaystyle {\begin{aligned}J_{x}&=h\sum _{i=1}^{n}|{\vec {P}}_{i}\times {\vec {P}}_{i+1}|{\frac {h+2y_{i}^{2}+2y_{i}\cdot y_{i+1}+2y_{i+1}^{2}}{24}}\\&=h\sum _{i=1}^{n}(x_{i}\cdot y_{i+1}-x_{i+1}\cdot y_{i}){\frac {h+2y_{i}^{2}+2y_{i}\cdot y_{i+1}+2y_{i+1}^{2}}{24}}\end{aligned}}}
{\displaystyle {\begin{aligned}J_{y}&=h\sum _{i=1}^{n}|{\vec {P}}_{i}\times {\vec {P}}_{i+1}|{\frac {h+2x_{i}^{2}+2x_{i}\cdot x_{i+1}+2x_{i+1}^{2}}{24}}\\&=h\sum _{i=1}^{n}(x_{i}\cdot y_{i+1}-x_{i+1}\cdot y_{i}){\frac {h+2x_{i}^{2}+2x_{i}\cdot x_{i+1}+2x_{i+1}^{2}}{24}}\end{aligned}}}

#### Variazione dell'orientamento e delle dimensioni di una figura geometrica piana
Si vogliono presentare alcuni esempi per capire meglio come l'orientamento delle figure geometriche, e le loro dimensioni, entrano in gioco nel calcolo del momento di inerzia. Si prenda come esempio una delle figure geometriche più semplici, il rettangolo, assumendo un'area di 8 cm², con un lato di 2 cm e l'altro di 4 cm. Dapprima si prenda l'asse per il quale si vuole calcolare il momento di inerzia parallelo al lato di 4 cm e passante per il baricentro, poi si prenda un altro asse parallelo al lato di 2 cm, sempre passante per il baricentro.
Nel primo caso si ha {\displaystyle b=4} e {\displaystyle h=2}, per cui:
{\displaystyle J_{x}={\frac {bh^{3}}{12}}={\frac {4\cdot 2^{3}}{12}}=2,67}
Nel secondo caso si ha {\displaystyle b=2} e {\displaystyle h=4}, per cui:
{\displaystyle J_{x}={\frac {bh^{3}}{12}}={\frac {2\cdot 4^{3}}{12}}=10,67}
cioè un valore 4 volte maggiore rispetto al primo caso. Inoltre, mantenendo l'area del rettangolo sempre uguale a 8 centimetri quadrati e il lato più lungo ortogonale all'asse, si consideri ora un rettangolo di lati {\displaystyle b=1} e {\displaystyle h=8} (in pratica si è "stirato" il rettangolo di partenza mantenendo invariata l'area). Si ha:
{\displaystyle J_{x}={\frac {bh^{3}}{12}}={\frac {1\cdot 8^{3}}{12}}=42,67}
cioè un valore 4 volte maggiore del secondo caso e 16 volte maggiore del primo, ottenuto sempre con un rettangolo di uguale area. Quanto appena detto si estende ovviamente anche ai corpi solidi.